# Kadarim
Kadarim, in lingua Ebraica: קַדָּרִים, ( = “pentole”) è un kibbutz del nord della Galilea in Israele. Al 2015 contava 189 abitanti.

## Storia
Fu costituito nei pressi del monte Kadarim, che così fu nominato da quando diventarono famosi i "pentolisti” del vicino villaggio “Anania”, menzionato per la produzione di pentole di argilla anche nel Talmud e nella Misnà.
Appunto a causa della miniera di materiale argilloso, la sede del kibbutz fu chiusa e trasferita (1980) nella sede attuale.
Prima della fondazionde del kibbutz nella zona di Kadarim c'era un villaggio abitato da arabi palestinesi.
La zona di Kadarim è nota anche, o principalmente, per il fatto che in essa si trova, secondo una non trascurabile tradizione, la tomba di Abacuc, l'ottavo dei dodici profeti minori, venerato sia dagli ebrei che dai mussulmani, nonché venerato come Santo da tutte le chiese cristiane,

sebbene altri, con uguale forza di tradizione, preferiscano localizzarla nella zona del vicino kibbutz Hukok o nella città di Toyserkan in Iran, dove è frequentemente visitato quale lontano precursore dell'islamismo.